# Cenegro
Cenegro es una localidad y también una entidad local menor de la provincia de Soria , partido judicial de El Burgo de Osma ,  Comunidad Autónoma de Castilla y León, España. Pueblo de la comarca Tierras del Burgo  que pertenece al municipio de Fuentecambrón.
Desde el punto de vista jerárquico de la Iglesia católica forma parte de la Diócesis de Osma la cual, a su vez, pertenece a la Archidiócesis de Burgos.

## Demografía
En el año 2008 contaba con 31 habitantes concentrados en el núcleo principal.

## Historia
En el Censo de 1789, ordenado por el Conde de Floridablanca,  figuraba como lugar del Partido de Ayllón en la Intendencia de Segovia,  conocida entonces como Zenegro, con jurisdicción de señorío y bajo la autoridad del Alcalde Pedáneo, nombrado por el Marqués de Villena.  Contaba entonces con 101 habitantes.
En un intento de reforma se integró a la localidad en la provincia de Burgos, pero dicha situación fue revocada incorporándola a la provincia de Soria.
A la caída del Antiguo Régimen la localidad se constituye en municipio constitucional en la región de Castilla la Vieja, partido de El Burgo de Osma, que en el censo de 1842 contaba con 17 hogares y 66 vecinos, para posteriormente integrarse en Fuentecambrón.

## Fiestas
Las fiestas del pueblo de Cenegro se celebran el penúltimo fin de semana de agosto.
Estas empiezan el viernes por la tarde con la realización de juegos infantiles que continúan con un baile popular en la plaza del pueblo hasta bien entrada la noche. 
El sábado por la mañana se hace una misa, con la posterior procesión por las calles del pueblo, amenizada por una banda musical desde hace ya varios años. Por la tarde, nuevamente juegos para los infantes y los mayores, con hinchables varios instalados en la plaza de la localidad. La tarde se culmina con una fiesta de la espuma en la misma plaza, en la que participan tanto niños como mayores. Acto seguido, se da inicio a un nuevo baile popular, cuyo fin será ya bien entrada la noche. 
El domingo se celebra la comida popular, en la que todos los vecinos se reúnen para comer juntos y en armonía en la plaza del pueblo. Posteriormente, esa misma tarde, se celebran nuevamente juegos infantiles y juegos tradicionales, tales como la tanguilla o la calva. 
Durante todas las fiestas de Cenegro está abierto el bar del pueblo. 
Una de las principales novedades de las fiestas de Cenegro 2012 fue la realización de un concurso de disfraces, el cual fue todo un éxito, y del cual se espera hacer nuevas ediciones los próximos años.